# Евфимий (Шутак)
Архиепископ Евфимий (в миру Василий Иванович Шутак; 15 августа 1934, село Копашнево, Чехословакия — 19 января 2000, Мукачево, Закарпатская область) — епископ Русской православной церкви, архиепископ Мукачевский и Ужгородский.

## Биография
Родился в 1934 году в селе Копашнево (ныне Хустский район Закарпатской области) в крестьянской семье.
В 1950 году окончил школу в родном селе.
В 1954 году поступил послушником в Свято-Троицкий монастырь в урочище Хуст-Городилово.
С 1957 года по благословению архиепископа Мукачевского и Ужгородского Варлаама (Борисевича) был пострижен в монашество с именем Евфимий в честь преподобного Евфимия Великого.
В 1959 году поступил в Одесскую духовную семинарию.
В 1962 году во время учёбы митрополитом Одесским и Херсонским Борисом (Виком) рукоположен во иеродиакона.
В 1963 году окончил Одесскую духовную семинарию по первому разряду.
23 февраля 1964 года по благословению архиепископа Ярославского и Ростовского Леонида (Полякова), митрополитом Нью-Йоркским и Алеутским Иоанном (Вендландом) в Ярославле рукоположен во иеромонаха. После хиротонии был назначен на приходское служение во Владимирскую церковь в селе Харинское Мышкинского района Ярославской области.
19 марта 1966 года был переведён на служение в приходской храм в селе Унимерь Гаврилов-Ямского района Ярославской области.
В 1970 году поступил на заочное обучение в Московскую духовную академию, которую окончил в 1975 году.
5 мая 1972 года митрополитом Ярославским и Ростовским Иоанном возведён в сан игумена.
6 июня 1980 года переведён в Мукачевскую и Ужгородскую епархию и назначен духовником в Вознесенского женского монастыря в селе Чумалёво.

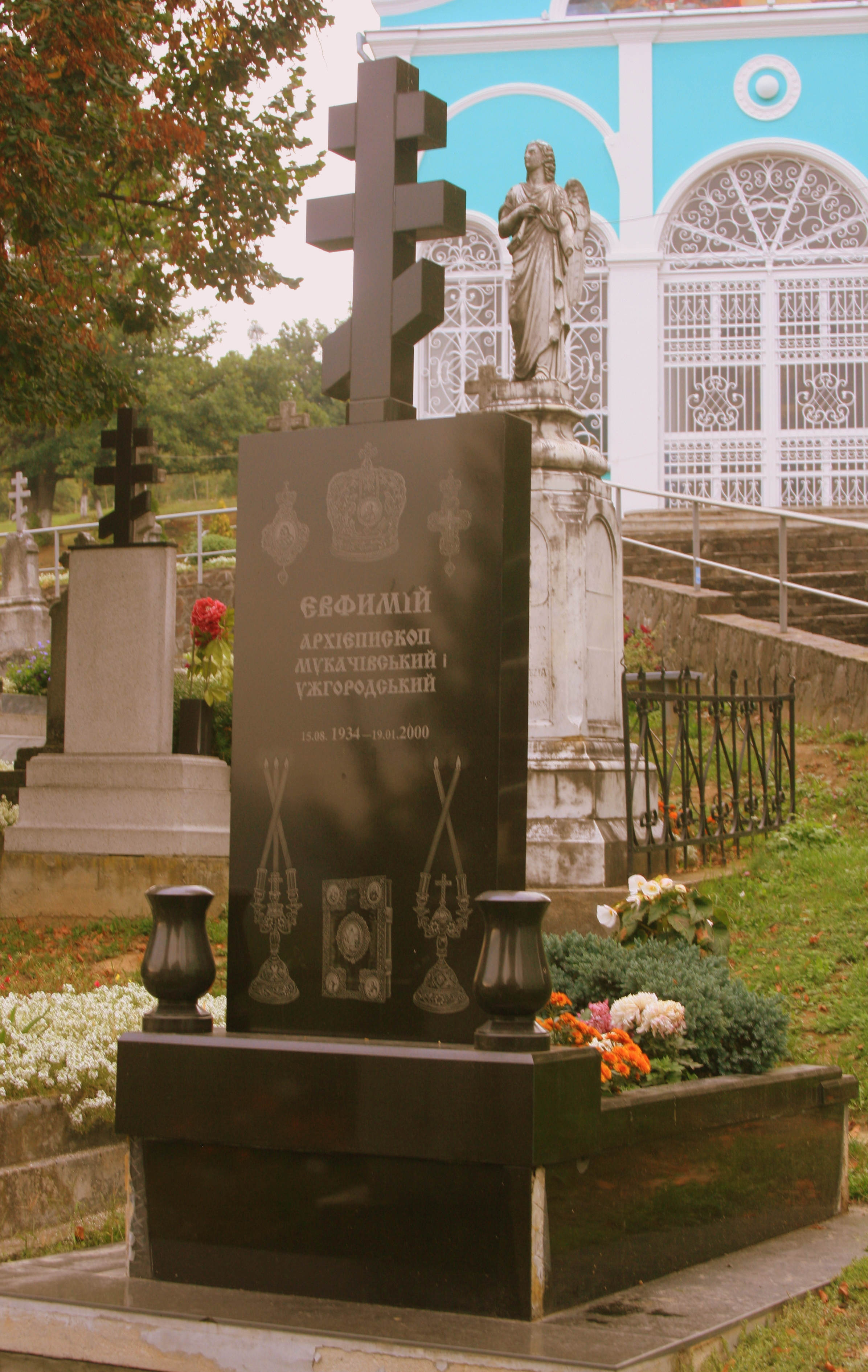
Памятник на могиле архиепископа Евфимия (Шутака)

31 мая 1984 года епископом Мукачевским и Ужгородским Саввой возведён в сан архимандрита.
В 1988 году награждён правом ношения 2-го креста с украшениями.
С февраля 1988 года входит в состав Совета епархиального управления Мукачевской и Ужгородской епархии.
19 июля 1989 года постановлением Священного Синода определено быть епископом Мукачевским и Ужгородским.
28 июля 1989 года во Владимирском кафедральном соборе города Киева состоялась архиерейская хиротония, которую возглавил митрополит Киевский и Галицкий Филарет (Денисенко), Патриарший Экзарх Украины. Ему сослужили: митрополит Львовский и Дрогобычский Никодим (Руснак), архиепископы Черниговский и Нежинский Антоний (Вакарик), Ивано-Франковский и Коломыйский Макарий (Свистун), Волынский и Ровенский Варлаам (Ильюшенко), Харьковский и Богодуховский Ириней (Середний), епископы Кировоградский и Николаевский Севастиан (Пилипчук), Сумской и Ахтырский Никанор (Юхимюк), Черновицкий и Буковинский Антоний (Москаленко).
17 июля 1996 года во время пребывания на Закарпатье митрополита Киевского и всея Украины Владимира (Сабодана), был возведён в сан архиепископа.
Архиепископ Евфимий скончался 19 января 2000 года. Погребён на кладбище Мукачевского Свято-Никольского женского монастыря.